# Ultra Software
Ultra Software Corporation  est une société d'édition de jeu vidéo, filiale de Konami of America. Elle fut créée en 1988 par Konami dans le but de contourner les restrictions de Nintendo of America qui interdisait aux éditeurs de sortir plus de cinq jeux par an sur la Nintendo Entertainment System.

## Histoire
Une société tierce ne pouvait publier que cinq titres par an pour la Nintendo Entertainment System aux États-Unis, ce qui ne convenait guère à Konami, qui avait commencé à sortir plus de dix jeux par an pour la Famicom et son extension Disk System au Japon. Disposant d'une librairie plus importante que celle qu'elle était autorisée à localiser, Konami a créé la marque Ultra Games pour étendre sa bibliothèque annuelle à dix jeux par an.
Le premier jeu de Ultra était la version NES de Metal Gear en 1988. Parmi les titres les plus notables de Konami sortis sous le label Ultra figurent Operation C, Snake's Revenge et les premiers jeux Teenage Mutant Ninja Turtles pour NES et Game Boy. Plusieurs titres de Ultra sont des jeux développés au Japon par Konami qui sont demeurés inédits dans leur propre pays d'origine comme  Mission impossible. Ultra a aussi publié des œuvres de d'autres sociétés: par exemple Defender of the Crown et Pirates!, des portages effectués pour NES par Beam Software et Rare respectivement,.
Bien que créé par Konami pour contourner les politiques de Nintendo, le label Ultra a également été utilisé pour des jeux sur IBM PC et Commodore 64. Le label était utilisé sur ces ordinateurs uniquement pour des jeux déjà associés à Ultra sur la NES tels que  Teenage Mutant Ninja Turtles et Metal Gear.
Après le lancement nord-américain de la Super NES en 1991, Nintendo a commencé à assouplir les restrictions sur le nombre de jeux que ses sociétés tierces pouvaient publier chaque année. Par conséquent, Ultra Games perd sa raison d'être et Konami a abandonné le label au début de 1992. Les derniers jeux publiés par Ultra Games sont Ultra Golf et World Circuit Series, tous deux sortis en mars 1992.

### Palcom Software
En Europe, Konami a créé la filiale Palcom Software Limited dans le même but.
Son catalogue était relativement similaire à celui de Ultra mais la société a également publié des jeux inédits en Amérique du Nord, notamment Parodius, Crackout et la version NES de Road Fighter, . Palcom a aussi publié des jeux sortis en Amérique du Nord par Konami au lieu de Ultra tels que Castlevania III: Dracula's Curse, Bucky O'Hare ainsi que certains titres pour Super NES,. En revanche, certains des jeux les mieux connus de Ultra en Amérique, comme Metal Gear, Snake's Revenge et Teenage Mutant Ninja Turtles II: The Arcade Game, ont été publiés sous la marque Konami en Europe et non de celle de Palcom,.
La filiale européenne a duré plus longtemps qu'Ultra Games, jusqu'à ce qu'elle soit fermée en 1994.